# Prototrichia
Prototrichia — рід міксоміцетів родини Trichiaceae. Назва вперше опублікована 1876 року.